# For the People
For the People (Lucha por la justicia en Latinoamérica) es una serie de televisión de drama legal estadounidense que se estrenó el 13 de marzo de 2018 por ABC. La primera temporada consta de diez episodios.
El 11 de mayo de 2018, ABC renovó la serie para una segunda temporada, que se estrenaría el 9 de marzo de 2019.

## Sinopsis
La serie está ambientada en el Tribunal Federal del Distrito Sur de Nueva York (SDNY), conocido como "The Mother Court", For the People sigue a nuevos abogados que trabajan para la defensa y la fiscalía, ya que manejan los más altos y altos riesgos casos en el país como sus vidas personales se cruzan.

## Elenco y personajes
- Ben Shenkman como Roger Gunn
- Susannah Flood como Kate Littlejohn
- Regé-Jean Page como Leonard Knox
- Ben Rappaport como Seth Oliver
- Hope Davis como Jill Carlan
- Britt Robertson como Sandra Bell
- Jasmin Savoy Brown como Allison Adams
- Wesam Keesh como Jay Simmons
- Vondie Curtis-Hall como Nicholas Byrne
- Anna Deavere Smith como Tina Krissman

## Episodios
| Temporada | Temporada | Episodios | Episodios | Emisión original    | Emisión original   |
| Temporada | Temporada | Episodios | Episodios | Primera emisión     | Última emisión     |
| --------- | --------- | --------- | --------- | ------------------- | ------------------ |
|           | 1         | 10        | 10        | 13 de marzo de 2018 | 22 de mayo de 2018 |
|           | 2         | 10        | 10        | 7 de marzo de 2019  | 16 de mayo de 2019 |